# SN 1996O
SN 1996O – supernowa typu Ia odkryta 21 marca 1996 roku w galaktyce M+03-41-115. W momencie odkrycia miała maksymalną jasność 18,00m.